# Република Македонија на Светском првенству у воденим спортовима 2011.
Македонија је учествовала на Светском првенству у воденим спортовима 2011. у Шангају, у Кини. Репрезетативци Македоније су се такмичили само у пливању са укупно двоје пливача једним мушкарцем и једном женом. Пливали су у најдужим деоницама слободног стила на 800 и 1.500 метара.

## Пливање

### Мушкарци
| Пливач          | Дисциплина     | Лич. рек. | Групе   | Групе   | Полуфинале | Полуфинале | Финале           | Финале           | Детаљи         |
| Пливач          | Дисциплина     | Лич. рек. | Време   | Плас.   | Време      | Плас.      | Време            | Плас.            | Детаљи         |
| --------------- | -------------- | --------- | ------- | ------- | ---------- | ---------- | ---------------- | ---------------- | -------------- |
| Марко Блажевски | 800 м слободно | 8:23,98   | 8:27,39 | 46 / 51 |            |            | Није се пласирао | Није се пласирао | [ мртва веза ] |

### Жене
| Пливач          | Дисциплина       | Лич. рек. | Групе    | Групе   | Полуфинале        | Полуфинале        | Финале            | Финале            | Детаљи         |
| Пливач          | Дисциплина       | Лич. рек. | Време    | Плас.   | Време             | Плас.             | Време             | Плас.             | Детаљи         |
| --------------- | ---------------- | --------- | -------- | ------- | ----------------- | ----------------- | ----------------- | ----------------- | -------------- |
| Симона Маринова | 800 м слободно   | 9:07,19   | 9:12,47  | 32 /34  | Није се пласирала | Није се пласирала | Није се пласирала | Није се пласирала | [ мртва веза ] |
| Симона Маринова | 1.500 м слободно | 17:15,97  | 17:44.99 | 26 / 27 | Није се пласирала | Није се пласирала | Није се пласирала | Није се пласирала | [ мртва веза ] |

## Биланс медаља
| Ранг | Држава               | Злато | Сребро | Бронза | Укупно |
|      | Република Македонија | 0     | 0      | 0      | 0      |